# Sellersville
Sellersville es un borough ubicado en el condado de Bucks en el estado estadounidense de Pensilvania. En el año 2000 tenía una población de 4,564 habitantes y una densidad poblacional de 1,519 personas por km².

## Geografía
Sellersville se encuentra ubicado en las coordenadas 40°21′31″N 75°18′36″O / 40.35861, -75.31000.

## Demografía
Según la Oficina del Censo en 2000 los ingresos medios por hogar en la localidad eran de $46,500 y los ingresos medios por familia eran $55,313. Los hombres tenían unos ingresos medios de $38,018 frente a los $27,056 para las mujeres. La renta per cápita para la localidad era de $19,970. Alrededor del 5.2% de la población estaba por debajo del umbral de pobreza.